# Wstęp

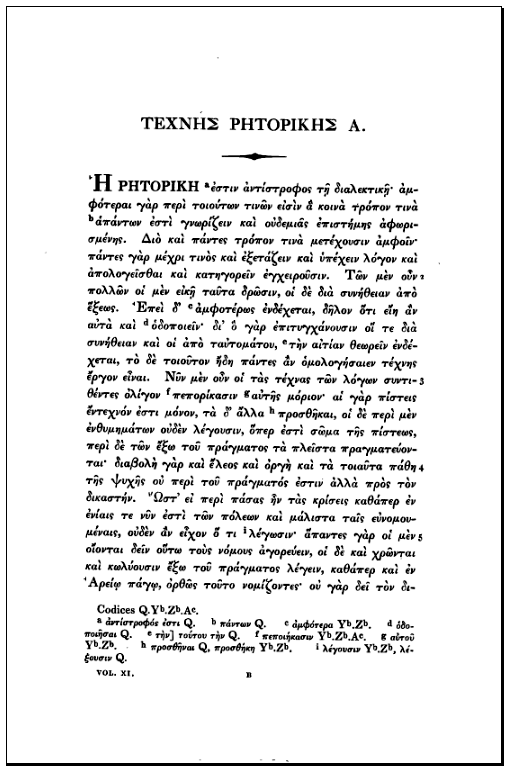
Wstęp Arystotelesa do Retoryka (Arystoteles) – dzieła zawierającego teorię wstępu

Wstęp (stgr. προοίμιον, łac. exordium) – początkowa część wypowiedzi. Zadaniem wstępu jest pozyskanie przez autora przychylności i uwagi odbiorcy oraz wyjaśnienie celu wypowiedzi. Teorią wstępu zajmuje się retoryka.
Teorię wstępu stworzył Arystoteles w swojej Retoryce. Teorię tę rozwinął Cyceron, który był twórcą łacińskiej terminologii dotyczącej wstępu. Poprzez jego prace terminologia ta trafiła do języków zachodnich, w tym języka polskiego. Ustalenia Arystotelesa i Cycerona usystematyzował oraz zebrał w zbiorze tez i przykładów Kwintylian.
Wstęp składa się z trzech elementów: pozyskania przychylności (kaptowania), pozyskania uwagi (dostrojenia) oraz nawiązania do tematu wypowiedzi. Treść tych elementów to schematyczny zbiór toposów.
Wstęp zwyczajny, nazywany wprowadzeniem  (prooemium), występuje w rodzaju prostym, ujmującym lub uroczystym. Wprowadzenie cechuje się stosownością, starannością i nie jest zbyt długie. W szczególnych okolicznościach stosuje się wstęp nadzwyczajny, niemerytoryczną  insynuację (insinuatio).

## Wstęp jako część wypowiedzi

### Miejsce wstępu w wypowiedzi
Wstęp jest początkowym elementem wypowiedzi. Wypowiedź składa się z pięciu części: wstępu (exordium), narracji (narratio), argumentacji (probatio), zbijania zarzutów (refutatio) i zakończenia (conclusio).
Dla Arystotelesa wstęp był początkiem mowy i niejako torowaniem drogi temu, co ma nastąpić. Dla autora Retoryki dla Herenniusza wstęp to początek wypowiedzi, dzięki wstępowi umysł słuchaczy zostaje przygotowany do słuchania. Cyceron twierdził w De inventione, że jedynym celem wstępu jest przygotować odbiorców w taki sposób, aby byli jeszcze bardziej skłonni do dalszej części wypowiedzi. Większość autorów jest zgodna co do tego, iż najlepiej osiąga się to trzem sposobami: przez pozyskanie życzliwości odbiorców, przykucie ich uwagi oraz wyrażenie przez nich gotowości zrozumienia sprawy.
Wstęp powinien być stosowny, to znaczy ściśle związany z celem wypowiedzi. Jego zadaniem jest dać naturalny początek myśli, czyli wprowadzić do właściwego tematu, rozwijanego w następnych częściach wypowiedzi. 

### Pominięcie wstępu
Wstęp jest o tyle konieczny, o ile przyczynia się do pozyskania przychylności odbiorców i ich zaciekawia. W niektórych okolicznościach wstęp można pominąć. Zgodnie z twierdzeniem Arystotelesa: Nie należy stosować wstępu, jeżeli temat wypowiedzi jest niedługi lub oczywisty.

### Ograniczenie wypowiedzi do wstępu
Niektórzy teoretycy uważają, że wstęp ma często decydujące znaczenie dla osiągnięcia celu wypowiedzi, dlatego można w pewnych okolicznościach ograniczyć do niego całą wypowiedź. Powołują się, między innymi, na anegdotyczny przykład prostytutki Fryne, która uzyskała w sądzie przychylny wyrok ograniczywszy wystąpienie wyłącznie do wstępu. Fryne pożaliła się na nieszczęścia, których doświadcza z powodu swojej urody, a potem obnażyła przed sędziami swoje niezwyklej urody piersi, kończąc na tym wypowiedź.
Stanowisko to krytykował już Arystoteles.  Twierdził: Ci, których sprawa jest kiepska lub sprawia wrażenie kiepskiej, posługują się wstępami. Lepiej bowiem dla nich zajmować się wszystkim innym niż sprawą. Dlatego niewolnicy, zamiast odpowiadać wprost na postawione im pytania, kołują w odpowiedzi i używają wyłącznie wstępów.

### Długość wstępu
Wstęp nie powinien być zbyt długi. Nawet uroczyste wprowadzenie okolicznościowe nie przekracza ósmej części całości wypowiedzi, czyli około 10–15% pracy. Wprowadzenie proste lub ujmujące nie powinno być dłuższe niż 5% objętości wypowiedzi. Przedłużanie wstępu ponad tę miarę świadczy o braku argumentów i skupianiu się jedynie na pozyskiwaniu przychylności odbiorcy.

### Styl wstępu
Zaletą wstępu jest staranność, czyli właściwe zespolenie myśli i słów, tak aby tworzyły przemyślaną całość intelektualną i estetyczną, powiązaną z dalszym ciągiem wypowiedzi. Styl wstępu powinien być powściągliwy. We wstępie stosuje się styl niski lub średni. Kwintylian ujął to w twierdzeniu: Aktualna jest zasada, że we wstępie należy zważać na to, aby żadne niestosowne słowo, zbyt śmiała metafora, jakaś fraza zaczerpnięta ze zmurszałej tradycji lub poetyckiej swobody, nie miała miejsca. Ponieważ nasza pozycja nie jest jeszcze umocniona, uwaga odbiorcy jest wciąż napięta i zmusza nas do opanowania się. Wyjątkiem jest wprowadzenie uroczyste, podczas którego można zastosować styl wysoki.

### Wstęp wadliwy
Do wadliwie skomponowanych wstępów zalicza się: niewłaściwie umieszczone w strukturze wypowiedzi (przeniesione – translatum), zbyt rozwlekłe (długie – longum), stosowane bez zmian do wielu wypowiedzi (powszechne – vulgarae), stosowane bez zmian przy udowadnianiu przeciwstawnych tez (wspólne – commune), takie które przeciwnik może obrócić na swoją korzyść (zamienne – commutabile), nie związane ściśle ze sprawą (oderwane – separatum), niespełniające wymogów teorii (sprzeczne z zasadami – contra praecepta). 
Prawidłowo skomponowany wstęp jest umieszczony na początku wypowiedzi, niezbyt długi, niepowtarzalny, niewygodny dla krytyków, związany ściśle z tematem wypowiedzi i ułożony ze zbioru toposów.

## Toposy wstępu
Wstęp komponuje się z konwencjonalnych formuł. Są to tak zwane standardowe sposoby wysławiania, czyli toposy wstępu. Do podstawowych formuł wstępu należą toposy skromności i nowości. Toposy te rozpowszechniły się szeroko w całej literaturze starożytnej oraz średniowiecznej, a potem przeniknęły do piśmiennictwa nowożytnego. Niezliczona liczba pisarzy twierdziła we wstępie, że pisze o czymś nowym, tworzy na rozkaz lub nie posiada wystarczającego talentu. Część badaczy przyjmuje te oświadczenia za wiarygodne, podczas gdy są to przeważnie standardowe toposy, będące zastosowaniem zasad teorii wstępu.
Wstęp składa się ze zbioru toposów. Toposy te tworzą schemat, który jest akceptowalny dla odbiorców. Wskazują bowiem na wspólnotę, dla której właściwy jest sposób myślenia, mówienia czy pisania oparty na tychże toposach. Istnienie takiej wspólnoty stanowi podstawę pozyskania przez autora przychylności i uwagi we wstępie.

## Elementy wstępu

### Kaptowanie
Pozyskiwanie przychylności odbiorcy określa się łacińskim terminem captatio benevolantiae. Dlatego w języku polskim ten element wstępu oddaje się słowem kaptowanie.
Przychylność odbiorców zależy w dużej mierze od tezy, którą autor podnosi podczas wypowiedzi. Kwintylian twierdził, że w przypadku sprawy uznanej za uczciwą, sama jej natura jest wystarczająca, aby pozyskać sympatię, zaś w przypadku sprawy zaskakującej czy haniebnej, potrzebne jest pewne usprawiedliwienie.
Przychylność pozyskuje się za pomocą toposu dedykacyjnego, toposu skromności i czterech toposów poszukiwawczych. Cyceron w De inventione wyjaśnił, że toposy poszukiwawcze odwołują się do nas samych (ab nostra), do strony przeciwnej (ab adversariorum), do odbiorców (ab iudicum persona), wreszcie do poruszanych przez nas rzeczy (a causa).

### Dostrojenie
Dostrojeniem (accommodatio) nazywa się sposoby pozyskiwania uwagi odbiorcy. Podczas tego elementu wstępu autor dąży do uzyskania efektu nazywanego przyciąganiem uwagi. 
Dostrojenie zasadza się na prawidłowej ocenie stosunku odbiorcy do autora i tematu wypowiedzi. Dlatego, aby pozyskać uwagę, autor uwzględnia okoliczności czasu, miejsca, zdarzeń i ludzi. Pozyskanie uwagi szczególne wymagane jest przy tematach uważane za błahe lub nudne, a także, gdy należy spodziewać się arogancji czy wybredności ze strony odbiorcy. 
Arystoteles twierdził, że odbiorca chętnie słucha i czyta o rzeczach, które są ważne, które dotyczą go osobiście, budzą zdziwienie lub są ciekawe. Zdaniem Kwintyliana: Przyciągniemy uwagę wówczas, jeżeli obiecamy, iż będziemy prawić o rzeczach doniosłych, nieznanych, nadzwyczajnych, albo o takich, które dotyczą Rzeczypospolitej, albo o tych, które odnoszą się do samych odbiorców, czy też takich, które dotyczą czci bogów nieśmiertelnych.
Uwagę pozyskuje się za pomocą toposów prośby, nowości, zwięzłości, dzielenia się wiedzą oraz tua res agitur.

### Nawiązanie
Nawiązanie do tematu zawiera podstawowe okoliczności, do których odnosi się wypowiedź. Kwintylian twierdził: Ten, kto zamierza zabrać głos, winien wpierw się zastanowić, co właściwie zamierza wyrazić, przed kim, w czyjej obronie, przeciw komu, w jakim czasie i miejscu, a także w jakich okolicznościach musi się wypowiedzieć; dalej – jaka jest powszechna opinia o tym, co stanowi przedmiot wypowiedzi, jakich uprzedzeń należy się spodziewać, wreszcie – co mamy zamiar zganić lub czego pragniemy. 
Nawiązanie do tematu ma skoncentrować uwagę odbiorcy na sednie sprawy i wyjaśnić cel wypowiedzi. Jest to zazwyczaj wstępne wartościowanie tematu, zaakcentowanie konieczności jego poznania, a także podkreślenie wagi lub atrakcyjności problemu – czyli toposy, które mogły zostać wykorzystane wcześniej, podczas kaptowania i dostrojenia.
Bezpośrednio nawiązuje się do tematu w zakończeniu wstępu. Zamknięcie wstępu powinno pozostawać w harmonii z początkiem narracji. Kwintylian ujął tę zasadę w następującym twierdzeniu: Nasz zamiar winien być wskazany przy końcu wstępu, tak jednak, aby przejście do narracji następowało łagodnie i bez trudu.

## Struktura wstępu

### Pozyskanie przychylności

#### Topos dedykacyjny
Topos dedykacyjny ma na celu pozyskanie przychylności odbiorców poprzez wskazanie na związki autora z osobami powszechnie cenionymi i znanymi. Skuteczność tego toposu opiera się więc na autorytecie osoby, która jest adresatem dedykacji.
Do toposu dedykacyjnego należą też odwołania do istot nadprzyrodzonych, ojczyzny czy wartości moralnych. Formuły tego typu mają za zadanie pozyskiwać życzliwość poprzez wskazanie na wspólnotę wartości i przekonań.
W toposie dedykacyjnym używa się terminologii religijnej. Stosuje się słowa poświęcenie czy ofiarowanie (dicare, dedicare, consecrare, vovere). Cyceron dedykował większość swych dzieł przyjaciołom lub powszechnie znanym osobom publicznym, przyrównując ten gest do ofiary religijnej. Stacjusz posłał swemu przyjacielowi dzieło z okazji jego wyzdrowienia i porównał to wprost do składania ofiary bogom. Podstawowe toposy  dedykacyjne oparte na wartościach chrześcijańskich opracował Hieronim ze Strydonu, który oparł się na tekstach biblijnych.

#### Topos skromności
Topos skromności polega na podkreśleniu słabości autora oraz okazaniu pokory. Wszelkie usprawiedliwienia – z niewiedzy, czy z niewystarczającego przygotowania – mają na celu nastawić przychylnie odbiorców. Stosuje się je niezależnie od rzeczywistego, merytorycznego przygotowania autora.
Za wzorcowo skomponowany topos skromności uważa się fragment wstępu do traktatu Mówca Cycerona. Cyceron twierdził, że podjęcie tematu przekracza jego siły, dlatego obawia się krytyki ze strony ludzi lepiej wykształconych. Nie ośmiela się mieć nadziei, że osiągnie zamierzony cel. Przypuszcza więc, że zostanie posądzony o brak rozwagi. Ustępuje nalegającym przyjaciołom jedynie dlatego, że prośba o zajęcie przez niego stanowiska była należycie uzasadniona.
Cycerona naśladowano powszechnie. Tacyt przekonywał we wstępie do Agricoli, że jego dzieło zostało zredagowane w języku niewykształconym i pozbawionym sztuki. Gelliusz uznał się za człowieka nieuczonego i prostego na początku swych Nocy attyckich. Ennodiusz zażenowany był ubóstwem swojego umysłu. Fortunat podkreślał, że mały talent nie pozwalał mu na opis wielkich rzeczy. Hieronim pisał pełen obaw, z drżeniem i ze wzruszeniem. Sulpicjusz Sewer bał się, aby niewprawna mowa nie zraziła czytelników i by nie uznano mnie za najbardziej ze wszystkich godnego nagany. Tego typu sformułowań nie brakuje we wstępach niemal każdego autora.

#### Topos ab nostra
W toposie ab nostra autor wskazuje na siebie i ludzi z nim związanych jako zasługujących na  przychylność. Podkreśla własne kwalifikacje intelektualne i moralne. Uwaga jest skupiona na fakcie, że podjął temat kierując się pobudkami zasługującymi na szacunek. Gdy teza wypowiedzi jest kontrowersyjna, wyjaśnia że zabiera głos z urzędu lub obowiązku.
Ab nostra winien być skomponowany z dużym wyczuciem, aby autor nie został posądzony o arogancję. Ten topos, niewłaściwie użyty, może doprowadzić nawet do utraty przychylności. Dlatego jest on  obowiązkowo poprzedzany toposem skromności.

#### Topos ab adversariorum
Celem toposu ab adversariorum jest wyeliminowanie przychylności, jaką cieszą się ci, którzy krytykują udowadnianą w wypowiedzi tezę. Dlatego z jego pomocą autor wzbudza wśród odbiorców uczucie niechęci, zazdrości lub pogardy wobec krytyków czy przeciwników. Topos ten stosuje się tylko wówczas, gdy wypowiedź ma charakter polemiczny.
Cyceron wyjaśnił sposób użycia toposu ab adversariorum w twierdzeniu: Wzbudzamy uczucie niechęci, jeśli wyciągniemy na światło dzienne jakiś fakt plugawy, tyrański, okrutny, zdradziecki. Zazdrości, jeśli ukażemy władzę, bogactwo, nepotyzm przeciwnika oraz wykorzystywanie tego w sposób arogancki i nieznośny – tak, aby wydawało się, iż bardziej polega na tych właśnie przywilejach, niż na prawdzie lub prawie. Pogardy, jeśli ukażemy jego bezczynność, zaniedbanie, gnuśność, lenistwo i swawolne próżniactwo.

#### Topos ab iudicum persona
Topos ab iudicum persona, zwany też delectatio, to pochwała odbiorców. Pochwała musi być skomponowana taktownie i ściśle powiązana z tematem wypowiedzi. Należy jej używać bardzo ostrożnie. W przypadku gdy autor zostanie uznany za pochlebcę, użycie tego toposu może nawet prowadzić do utraty przychylności.
Kwintylian wyjaśnił sposób użycia toposu ab iudicum persona, podając cztery podstawowe przykłady: Broniąc człowieka dobrze urodzonego, odwołujemy się do godności odbiorcy. Broniąc nisko urodzonego, powołujemy się na jego poczucie sprawiedliwości. Gdy mamy do czynienia z nieszczęśliwym wypadkiem, wzbudzamy litość odbiorcy. Gdy zaś bronimy ofiar zła, odwołujemy się do jego szacunku dla prawa.

#### Topos a causa
A causa polega na pochwale stanowiska autora i krytyce stanowiska strony czy stron przeciwnych. Zdaniem Cycerona: o metodzie odnoszącej się do poruszanych rzeczy mówimy, jeśli podnosimy wartość naszego przedmiotu w sprawie, chwaląc go, przedmiot zaś strony przeciwnej pomniejszamy, okazując wobec niego lekceważenie.

### Pozyskanie uwagi

#### Topos prośby
Topos prośby to wezwanie o uwagę skierowane do odbiorcy. Może mieć formę bezpośredniego zwrócenia się do odbiorcy: Rodacy!. Częściej ma charakter prostego i krótkiego apelu: Proszę, abyście wysłuchali moich słów z uwagą. Może także być to uroczyste wezwanie o podłożu politycznym czy religijnym: Słuchajcie wszyscy tu obecni w nabożnym skupieniu. 
Topos ten nie jest zalecany, gdyż często jest odbierany jako świadectwo niepewności autora. Dlatego używa się go jedynie wyjątkowo. Można go stosować wówczas, gdy autor jest całkowicie pewien skuteczności prośby.

#### Topos nowości
Najpopularniejszym toposem pozyskiwania uwagi jest formuła nowości. W toposie tym autor zapowiada, że wypowie się na nowy temat lub temat powszechnie znany ujmie w niespotykany dotąd sposób.
W pierwszym przypadku topos nowości jest amplifikacją tematu wypowiedzi poprzez poszerzenie ilościowe lub jakościowe. Efekt ten uzyskuje się dzięki zastosowaniu uniwersalnych pojęć albo wzbudzeniu zdziwienia u odbiorcy. Arystoteles zalecał użycie sformułowań w rodzaju: Przynoszę coś, czego nikt jeszcze nie mówił. Cyceron w kilku swoich pracach zastosował zwrot: Niewątpliwie niektórzy z was zdziwią się tym, o czym będę mówił. Wergiliusz we wstępie do Eneidy zaznaczył: Wyjawiam rzeczy, których dotąd nie ujęto ni wierszem, ni prozą. Horacy podkreślił na początku Sztuki poetyckiej: Będę mówił o czymś, czego nigdy wcześniej nie mówiono. Milton rozpoczął Raj utracony od zwrotu: Pieśń nigdy dotąd nie słyszaną śpiewam.
W drugim przypadku topos nowości używa się w formie odwróconej. Jest to amplifikacją tematu wypowiedzi poprzez pomniejszenie jakościowe dotychczasowego stanu dyskusji czy badań. Stosując tę formę toposu nowości autor stwierdza, że temat został wyczerpująco omówiony wcześniej, ale wyniki nie są zadawalające. Przez wieki  najczęściej używano  cytatu z Wergiliusza: Omnia iam vulgata („Wszystko już powiedziano”). Odwrócony topos nowości zastosował Adam Mickiewicz na początku Pana Tadeusza: Litwo, Ojczyzno moja! Ty jesteś jak zdrowie; ile cię trzeba cenić, ten tylko się dowie, kto cię stracił. Dziś piękność twą w całej ozdobie widzę i opisuję, bo tęsknię po tobie.

#### Topos zwięzłości
Obok toposu nowości, najczęściej używaną podczas dostrojenia formułą jest topos zwięzłości. Topos ten uważał za obowiązkowy element wstępu już Izokrates, po nim między innymi Arystoteles, autor Retoryki dla Herenniusza czy Cyceron. W toposie zwięzłości autor zapowiada, że wypowiedź będzie krótka i rzeczowa.
Topos zwięzłości stosuje się niezależnie od rzeczywistej długości wypowiedzi. Jak twierdził Kwintylian: Skutecznym zabiegiem dla rozbudzenia uwagi odbiorców jest wytworzenie w nich wrażenia, że nie będziemy mówić rozwlekle, lecz trzymając się ściśle istoty sprawy. Zapewnienie to zyskuje wiarygodność, jeżeli sam wstęp charakteryzuje się zwięzłością.
Wergiliusz we wstępie do czterech ksiąg Georgik zapowiadał, że o rolnictwie opowie tak, by zmierzać do sedna spraw. Horacy na początku Sztuki poetyckiej podkreślił: We wskazówkach będę zwięzły. Augustyn zwykł rozpoczynać swoje dzieła za pomocą formuły: Krótko rzecz przedstawię, bo zwięzłość mowy jest wielu przyjaciółką. Sulpicjusz Sewer we wstępie do Żywota świętego Marcina zastrzegł: Opuściłem wiele z tych spraw, które były mi znane, ponieważ uważałem, że wystarczy odnotować tylko te nadzwyczajne – należało mieć bowiem na uwadze, aby obfitość nagromadzonych rzeczy nie spowodowała znużenia. Alkuin we wprowadzeniu do swojego podręcznika sztuk wyzwolonych  zapowiedział: Przechodząc obok wielu rzeczy, opuszczę je dla zwięzłości – pozostałe przebiegnę w szybkich słowach. Einhard rozpoczął Życie Karola Wielkiego od uwagi: Tak jak tylko mogę przedstawiam rzecz krótko.

#### Topos dzielenia się wiedzą
W toposie dzielenia się wiedzą autor wskazuje na obowiązek jaki na nim spoczywa. Obowiązkiem tym jest przekazanie odbiorcom nieznanych im informacji dotyczących tematu wypowiedzi. Arystoteles uważał, że  jest to podstawowa formuła, którą należy zastosować we wstępie dla przykucia uwagi odbiorcy. 
Do ulubionych cytatów należą: posiadanie wiedzy sprawia, że obowiązkiem jest dzielenie się nią (Seneka), wiedza o rzeczach pożytecznych winna się rozwijać (Dicta Catonis), by mnie nie uznano winnym ukrywania mych talentów (Dante). Od późnej starożytności często używano w tej formule zwrotów i cytatów biblijnych, na przykład paraboli o talentach, które nie wolno zakopywać i świetle, którego nie wolno ukrywać pod korcem.

#### Topos tua res agitur
W toposie tua res agitur (sprawa dotyczy także ciebie) pozyskuje się uwagę poprzez przedstawienie tematu wypowiedzi jako ważnego z punktu widzenia interesu odbiorców. Zadaniem tej formuły jest rozbudzenie emocji. Topos ten można stosować jedynie w szczególnych okolicznościach. Jest on obowiązkowym składnikiem wstępu nadzwyczajnego, czyli insynuacji.
Zdaniem Kwintyliana autor, stosując topos tua res agitur, rozbudza emocjonalnie odbiorcę, którego umysł winien być poruszony nadzieją, strachem, ostrzeżeniem, błaganiem, a nawet kłamstwem, jeśli sądzimy, że przyciągnie to jego uwagę. 
Za wzorcowo skomponowany topos tua res agitur uchodzi fragment  wstępu do mowy W obronie Kwintusa Legariusza Cycerona. Cyceron  insynuował, że oskarżyciel zrobił dokładnie to samo, co oskarżony: Masz tedy Tuberonie, czego sobie oskarżyciel życzyć powinien – oskarżonego przyznającego się do winy. Do winy służenia pod tym samym sztandarem, pod którym ty i twój ojciec, mąż ze wszech miar chwały godzien, służyliście. Nim więc poczytacie Legariuszowi ten czyn za winę, wpierw do własnej winy przyznać się należy.

## Rodzaje wstępów

### Wstęp zwyczajny

#### Wprowadzenie proste
Wprowadzenie proste (prooemium simplex) jest stosunkowo krótkie. Zbudowane jest z jasnych i zwięzłych zdań. Użycie środków stylistycznych jest w nim ograniczone do minimum. We wprowadzeniu tego typu nie stosuje się niespodziewanych efektów czy puent. Używa się tylko kilku, niezbędnych toposów. Z trzech  elementów wstępu, dominantą wprowadzenia prostego jest nawiązanie do tematu.
Za wzorcowy przykład wprowadzenia prostego uważa się wstęp do Pierwszej werrynki. Cyceron wyjaśnił w nim cel wypowiedzi, którym było wykazanie, że skazanie oskarżonego o zdzierstwa, bogatego i wpływowego Werresa, nie będzie tylko aktem sprawiedliwości, ale również elementem walki z korupcją i naprawy państwa. Autor odwołuje się do miejsca wygłoszenia mowy (czyli sądu, przed który doprowadzono Werresa), a także czasu (niebezpiecznego, zdaniem autora, dla państwa). Ponieważ jest to wprowadzenie proste, mówca jedynie wspomina o odbiorcy (sędziowie) a własną osobę pomija. 
Coś, co było najbardziej upragnione i niezmiernie potrzebne dla uciszenia nienawiści przeciwko senatorom i zdjęcia niesławy z sądów, to – jak się zdaje – nie z ludzkiej roztropności, ale z niemal boskiego zarządzenia zostało wam dane, sędziowie, w tym ważnym dla Rzeczypospolitej czasie. Utrwaliło się bowiem szkodliwe dla Rzeczypospolitej, a dla was niebezpieczne przekonanie – które nie tylko w Rzymie, ale i między sąsiednimi narodami często można usłyszeć – że w sądach, jakie mamy teraz, żaden bogacz, jakkolwiek winny, skazany być nie może. Teraz właśnie, w chwili tak niebezpiecznej dla waszego stanu i waszej władzy sądowniczej, kiedy są tacy, co w projektach prawa i w mowach do ludu usiłują rozgrzać nienawiść przeciwko senatowi, przyprowadzono przed was oskarżonego Werresa, człowieka przez swoje życie i uczynki już w mniemaniu powszechnym potępionego, ale dla ogromnych bogactw, jak posiada i którymi się chełpi, od winy wcześniej uwolnionego.

#### Wprowadzenie ujmujące
Wprowadzenie ujmujące stosuje się w tematach trudnych, szczególnie gdy mogą on być nieprzyjemne dla odbiorcy. We wprowadzeniu tego typu autor powinien zabiegać ze szczególnym zaangażowaniem o pozyskanie przychylności odbiorcy, używając w tym celu różnych środków stylistycznych. Wprowadzenie ujmujące powinno być średniej długości. Z trzech obowiązkowych elementów wstępu, dominantą wprowadzenia ujmującego jest captatio.
Jednym z najbardziej znanych przykładów jest wstęp do mowy W sprawie Marka Marcelliusza, wygłoszonej przez Cycerona w czasie dyktatury Cezara. Po kilku latach nieobecności Cyceron zjawił się we wrogim mu senacie i przemówił w obecności podejrzliwego Cezara. Aby pozyskać przychylność słuchaczy, mówca pomniejszył swoją rolę, skierował szereg życzliwych słów pod adresem senatorów i wychwalał dyktatora. Dopiero w końcówce wstępu przeszedł do tematu, czyli sprawy odwołania z wygnania Marcelliusza. Celem tej mowy było sformułowanie pod adresem Cezara postulatu przywrócenia republiki. Długiemu milczeniu, senatorowie, które przez te lata zachowywałem nie z bojaźni, ale częściowo z żalu, częściowo dla przyzwoitości, dzień dzisiejszy koniec położył. Więc od tego dnia zaczynam znowu, według mego dawnego zwyczaju, wypowiadać myśli i życzenia moje objawiać. Tak wielkiej bowiem dobroci, tak rzadkiej i niesłychanej łaskawości, takiego umiarkowania przy nieograniczonej władzy, tak na koniec niewymownej i prawie boskiej mądrości – żadnym sposobem milczeniem pominąć nie mogę. Tak jest, senatorowie! Kiedy Marek Marcelliusz wam i Rzeczypospolitej został oddany, wydaje się, że nie tylko jego, ale i mój głos i moja rada zostały wam i Rzeczypospolitej przywrócone i zachowane. Bolałem, senatorowie, i niezmiernie się martwiłem, widząc, że mąż taki, który bronił tej samej co i ja sprawy, nie tego samego doznał losu. Dlatego nie mogłem się skłonić, ani nie sądziłem, aby mi się godziło wystąpić znowu w dawnym moim zawodzie, będąc odłączonym od tego współpracownika i naśladowcy mego, towarzysza prac i ćwiczeń moich. Swoją decyzją także mnie, Gajuszu Cezarze, zagrodzoną drogę dawniejszego życia otworzyłeś, a senatowi ukazałeś jakby znak jakiś, po którym poznać można, ile dobrego Rzeczpospolita spodziewać się od ciebie powinna. Wiedziałem o tym wcześniej z przykładu wielu osób, a szczególnie po sobie samym – ale gdy przywróciłeś Marka Marcelliusza senatowi i ludowi rzymskiemu, wszyscy zrozumieli, że zapomniałeś o urazach, że więcej ważysz powagę tego stanu i godność Rzeczypospolitej, niż swoje własne niechęci i podejrzenia. Marcellus odebrał dzisiaj największą całego życia swojego zapłatę – w jednomyślnej zgodzie senatu oraz w twym wyważonym i wspaniałomyślnym wyroku – z czego bez wątpienia poznajesz, jak chwalebnie jest wyświadczyć dobrodziejstwo, gdy jego przyjęcie tyle chluby przynosi. Szczęśliwy zaiste Marcelliusz, którego ocalenie tyle prawie wszystkich raduje, ile jemu samemu sprawia radości. To szczęście słusznie i sprawiedliwie go spotkało. Któż bowiem albo pochodzeniem, albo uczciwością, albo zamiłowaniem nauk, albo czystością obyczajów, albo innymi chlubnymi zaletami przewyższa go?

#### Wprowadzenie uroczyste
Wprowadzenie uroczyste wiąże się z okolicznościami zewnętrznymi, które wymagają od autora zastosowania szczególnie wystylizowanych figur retorycznych. Wprowadzenie tego typu powinno opierać się na niespodziewanych efektach i puentach. Należy w nim zachować równowagę pomiędzy wyjaśnieniem celu wypowiedzi a pozyskiwaniem przychylności odbiorcy. Przy wprowadzeniu uroczystym dopuszcza się długie, nieproporcjonalne rozbudowanie tej części wypowiedzi. Z trzech obowiązkowych elementów wstępu, dominantą wprowadzenia uroczystego jest pozyskanie uwagi.
Po powrocie z wygnania Cyceron został owacyjnie przywitany na ulicach Rzymu. Skandując jego imię, tysiące mieszkańców zmusiły go do wygłoszenia okolicznościowej mowy na Forum Romanum. Wstęp do niej, pełen niezwykłych efektów stylistycznych, uważany jest za jeden z najlepszych przykładów wprowadzenia okolicznościowego. Cyceron wykorzystał w nim większość standardowych toposów wstępu. Komentatorzy zwracali szczególną uwagę na zręczne zastosowanie formuły nowości do tematu powrotu z wygnania.
Rzymianie! W modłach, które zanosiłem do najlepszego, największego Jowisza i do innych bogów nieśmiertelnych – wówczas kiedy siebie samego i moje szczęście poświęciłem za waszą całość, spokój i zgodę – prosiłem ich, aby jeżeli kiedyś dobro własne nad wasze przedłożyłem, to niech ta dobrowolnie przyjęta kara trwa wiecznie; lecz jeżeli we wszystkich moich działaniach miałem na celu zachowanie Rzeczypospolitej, jeżeli dla waszego dobra zdecydowałem się na to nieszczęsne z Rzymu wygnanie, aby nienawiść ku Rzeczypospolitej i wszystkim dobrym obywatelom – od dawna zagnieżdżona w występnych i zuchwałych sercach – na mnie raczej jednym się skupiła, niż spadła na jakiegoś dobrego obywatela czy na całą Rzeczpospolitą. Na koniec modliłem się, że jeżeli takie były moje uczucia dla was i dla dzieci waszych, to abyście wy, senatorowie i wszyscy obywatele, kiedyś o mnie wspomnieli, nade mną się ulitowali i za mną zatęsknili. Odbieram, Rzymianie, nagrodę za moje poświęcenie – i sąd bogów nieśmiertelnych, świadectwo senatu, zgoda całej Italii, przyznanie się nieprzyjaciół oraz wasze nieocenione i niewygasające dobrodziejstwo, napełniają serce moje najżywszą radością. Chociaż nie ma dla człowieka nic bardziej pożądanego nad ciągłą, jednostajną i nieodmienna pomyślność, nad życie niezakłócone żadną przeciwnością, to gdyby wszystkie dni moje były ciche i spokojne, nie znałbym tej niewymownej radości, tej boskiej prawie rozkoszy, jaką mnie teraz wasze dobrodziejstwo przenika. Co słodszego nad dzieci dała ludziom natura? Do moich takie mam przywiązanie, tak są dobre, że mi są droższe nad życie, a jednak nie tak bardzo cieszyłem się, gdy na świat przyszły, jak gdy mi zostały zwrócone. Nic nikomu nie było nigdy droższe, jak mnie mój brat; ale tego szczęścia nie czułem tak mocno, gdym go używał – dopiero kiedy musiałem się bez niego obchodzić, i kiedyście jemu mnie, a mnie jego oddali. Każdemu własność miła, ale odzyskane szczątki mego majątku więcej mi teraz sprawiają przyjemności, niż dawniej, gdy były nienaruszone. Ile, na koniec, ma w sobie rozkoszy przyjaźń, zażyłość, sąsiedztwo, klientela, same nawet święta i igrzyska – lepiej poznałem, obywając się bez nich, niż kosztując ich słodyczy. Cóż dopiero godność, znaczenie, stopień, stan senatorski? Wszystkie te dobrodziejstwa wasze, jakkolwiek świetne, zawsze zdawały mi się zwyczajnymi. Dziś odnowione, zdają mi się jaśnieć większym blaskiem, niż kiedy przyćmione nie były. Sama zaś ojczyzna! Bogowie nieśmiertelni! Zaledwie wyrazić można jak słodkie, jak zachwycające wznieca uczucia. Jak piękny jest widok Italii! Jakie ludne miasta! Jaki krajobraz! Jakie pola! Jakie owoce ziemi! Jak wspaniała stolica! Jaka grzeczność mieszkańców! Jaka godność rządu! Jaki majestat ludu rzymskiego! Nikt się tym tak jak ja nie cieszył. Lecz jak zdrowie przyjemniejsze jest dla tych, którzy z ciężkiej choroby powstali, niż dla tych, którzy nigdy nie chorowali, tak to wszystko droższe jest, gdy się je utraci, niż gdy się ciągle posiada.

### Wstęp nadzwyczajny
Wstępu nadzwyczajnego, insynuacji (insinuatio), należy używać tylko w wyjątkowych okolicznościach, gdy czynniki zewnętrzne są dla autora bardzo niesprzyjające, np. gdy odbiorcy są wyraźnie wrodzy, gdy inny retor pozyskał wcześniej dla siebie przychylność albo gdy grozi niebezpieczeństwo.
We wstępie nadzwyczajnym należy zwracać się bezpośrednio do odbiorców, przeciwników lub samego siebie. Jego celem jest odzyskanie utraconej wcześniej życzliwości albo ostrzeżenie przed zbliżającym się niebezpieczeństwem. Nadzwyczajność środków polega na chwyceniu się sposobów pozamerytorycznych – próbie oddziaływania na emocje odbiorcy, zwłaszcza przez zastosowanie formuły tua res agitur. Należy bowiem znudzonego zainteresować, poważnego rozbawić, spokojnego wystraszyć, wystraszonego uspokoić itp.
Dwoma szczególnymi przypadkami wstępu insynuacyjnego, wymienianymi w teorii retoryki, są zapowiedź przyznania się do winy (Nie proszę o litość, na los swój zasłużyłem...) lub zapowiedź pełnej szczerości (Wszystko wyznam prawdziwie...), które mogą być sprzeczne z dalszym tokiem argumentacji w wypowiedzi. Ich celem jest bowiem pozyskanie uwagi oraz przychylności odbiorcy.
Jako przykład insynuacji, w podręcznikach zazwyczaj przytaczano mowę, którą wygłosił Cyceron w przeddzień planowanego w Rzymie zamachu stanu, Pierwszą katylinarkę. Cyceron wiedział o planach spiskowców, ale nie miał na to dostatecznych dowodów. Jako konsul zwołał więc posiedzenie senatu, a nie mogąc przeprowadzić dowodu winy Katyliny, postanowił zmusić go do przyznania za pomocą starannie przygotowanej mowy, która przypominając improwizację, miała wzbudzić spontaniczne oburzenie. Dlatego rozpoczął od wstępu nadzwyczajnego: Dokądże, Katylino, będziesz szydził z naszej cierpliwości? Jak długo twoje szaleństwo będzie się nami bawić? Jak długo będzie paradować twoja wyuzdana zuchwałość? Nicże cię nie obchodzi nocna załoga Palatynu, nic straże miejskie? Żartujesz sobie z lęku ludzi, z tego, że wszyscy przyzwoici skupiają się razem, że senat obraduje pod mocną osłoną? Nic ci nie mówią te twarze? Nie zdajesz sobie sprawy, że twoje plany są obnażone?